# Lichterfeld-Schacksdorf
Lichterfeld-Schacksdorf és un municipi alemany que pertany a l'estat de Brandenburg. Forma part de l'Amt Kleine Elster (Lusàcia). Fou creat l'1 de desembre de 1997 de la unió de les comunitats de Schacksdorf, Lieskau i Lichterfeld.

## Personatges il·lustres
- Wilfried Kürschner (* 1945), lingüista alemany.